# Corrent Somali
El Corrent Somali és un corrent de frontera oceànica que cursa al llarg de la costa de Somàlia i Oman en l'Oceà Índic Occidental i és anàleg al Corrent de Golf en l'Oceà Atlàntic. Aquest corrent és fortament influït pels monsons i és l'únic sistema important de surgència que ocorre en una frontera occidental d'un oceà. L'aigua que és emergida pel corrent fusiona amb un altre sistema d'upwelling, creant un dels ecosistemes més productius en l'oceà.
El corrent somali és caracteritzat pels canvis estacionals influïts pel monsó del Sud-oest i el Monsó de Nord-est. Durant els mesos de juny a setembre, el monsó tebi del Sud-oest tebi mou les aigües costaneres cap al nord, creant surgència costanera. L'aigua aflorada és portada mar endins pel Transport d'Ekman i fusiona amb aigua que va ser portada a la superfície per aflorament en oceà obert. El Jet Findlater (Nom d'un meteoròleg), un estret corrent d'aire atmosfèric d'alta velocitat i baixa alçada, també es desenvolupa durant el monsó de Sud-oest, i corre diagonalment a través de l'Oceà Índic, paral·lel a les costes de Somàlia i Oman. Com a resultat, un Transport Ekman és creat a la dreta del vent. Al centre del jet, el transport és màxim i decreix en allunyar-nos perpendicularment a la dreta o a l'esquerra i deixat amb distància creixent. A l'esquerra del centre del corrent aeri, hi ha menys moviment d'aigua cap al centre que està deixant, creant una divergència en la capa superior i resultant un esdeveniment d'upwelling (succió d'Ekman). Per contrast, a la dreta del centre del jet, més l'aigua està venint del centre que la que s'està allunyant, creant un esdeveniment d'escapbussament o downwelling (bombament d'Ekman). Aquesta surgència en l'oceà obert -allunyat de la costa- en combinació amb la surgència costanera causa una surgència massiva. El monsó de Nord-est, el qual ocorre de desembre a febrer, causa una reversió del corrent de Somàlia, movent-se les aigües costaneres cap al sud-oest. L'aire més fresc causa el refredament de l'aigua superficial i crea barreja profunda, portant abundants nutrients a la superfície.

## Història
La història de les aproximacions oceanogràfiques físiques al Corrent Somali començà a mitjanies dels 60 amb interessos seriosos. Des de mitjans 60 fins als tardans 70 diversos estudis teòrics magnífics havien estat proposats i va donar respostes físiques dels comportaments i formacions del corrent. Després de final de dècada de 1970, la física del Corrent Somali realçat per anàlisis de dades de l'oceà amb mides de camp excepcional de les propietats actuals. Les petjades de recerca durant els primerencs 1960s als tardans 1970s és presentat a sota.
Recerques històriques primerenques (abans de 1981)
1966 Warren et al. : Oceanògrafs i els meteoròlegs van acordar l'existència del Corrent Somali i els seus comportaments, però els seus processos exactes i fonts de la naturalesa implicada no havien estat clarament entesos.
1969 Lighthill: la font del corrent Somali és el flux màssic dipositat per ones baroclíniques i barotròpiques en la regió de frontera occidental.
1970 Düing: presentà la presència d'un gir alternatiu ciclònic i anticiclònic, els Girs de l'Oceà Índic. Trobà la mida dels remolins dels girs de l'Oceà Índic molt més gran que el girs dels corrents d'altres latituds mitges de frontera occidental (Girs de l'Oceà Índic ~ 550-920 km > Corrent del Golf / Kuroshio ~ 90-180 km)
1971 Düing i Szekelda: el mode baroclinic és el mode dominant del Corrent Somali
1972,1973 Leetma: els vents locals són crucials en l'engegada del Corrent somali.
1975 Colborn: anàlisi climatològica de l'Oceà Índic sencer d'observacions batitermogràfiques i "hydrocast" (La predicció hidrològica s'utilitza per a la predicció de l'estat futur d'un sistema hidrològic).
1976 Hurlburt i Thompson: Caracteritzen el Corrent Somali com a Corrent de Frontera dependent del temps, baroclínic i inercial.
1976 Bruce: anàlisi de mesures de sèries de temps, mides de secció efectuades per bucs petroliers de l'EXXON
1979 USNS WILKES: el Gran Gir (Remolí Primer) i el Remolí Socotra juntament amb la zona de forta cisalla al llarg de la vora oriental del Gran Gir van ser observats durant finals d'agost i primeries de setembre de 1979.

## Propietats
El Corrent somali és de resposta ràpida, superficial i canvia la seva direcció estacionalment. Especialment des dels 5°N i cap al sud, el corrent Somali és extremadament superficial (sota 150m de profunditat cap al sud flueix tot any). Nord més enllà, el jet aprofundeix una mica el corrent marí, assolint la termoclina permanent. L'estructura del corrent al voltant de l'equador és extremadament complex i amb capes semblants als fluxos equatorials, encara que el Corrent Somali és orientat del nord-al-sud en comptes de l'est cap a l'oest.
El volum d'aigua típic transportat pel Corrent Somali arriba a 37+/- 5 Sv (durant la meitat de setembre), essent la circulació del corrent generalment més dèbil que altres corrents de frontera occidental en latituds mitjanes (com el Corrent del Golf, i el Corrent Kuroshio.)Tanmateix, el màxim de volum de transport tan alt com 60-70 Sv (comparable al Corrent del Golf) ha estat mesurat al voltant des del sud de l'Illa Socotra.

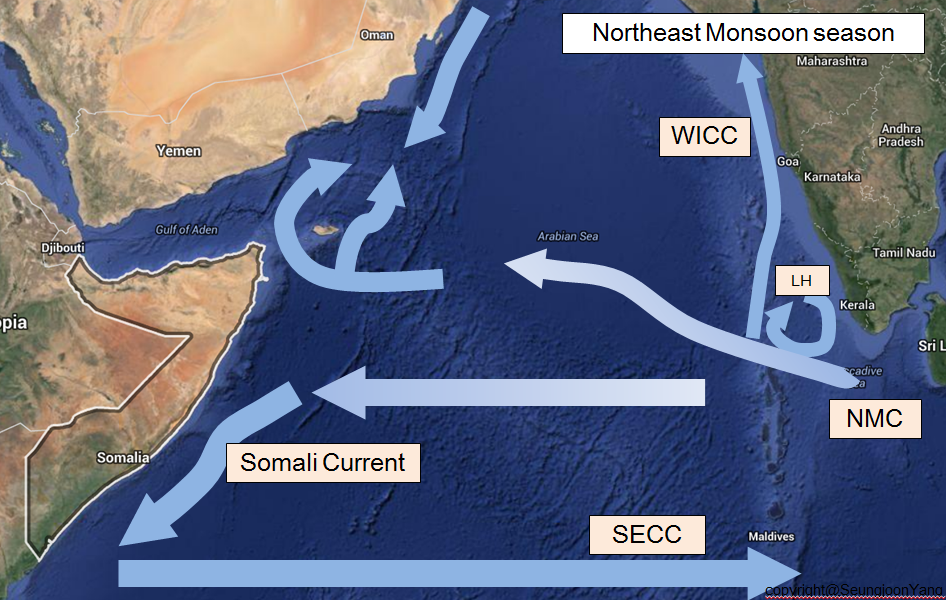
Corrent Somali en sentit sud durant el Monsó Índic del nord-est.

## Formació i comportament
El Corrent somali és conduït principalment pels vents estacionals del monsó. Durant l'estiu (de l'hemisferi nord), des de maig fins a setembre, els cops de monsó del sud-oest actuen llarg de la costa de l'est d'Àfrica i Oman. Durant la tardor es reverteix llur direcció per esdevenir un vent cap al nord-est durant l'hivern (del nord).
Abans de l'engegada del monsó (març–maig): Durant aquesta estació, el corrent superficial coster cap al nord flueix amb 50–100 km d'amplada prop de la costa somali, muntant sobre un corrent subjacent que avança cap al sud. Per causa dels vents en direcció coincident amb la costa, els corrents d'aflorament hi apareixen en la costa. Prop de l'equador, el Corrent Costaner de la Costa Africana de l'est (EACC) flueix cap al nord a través de l'equador. El Corrent Somali del sud agafa sentit nord com una extensió de l'EACC del del sud de l'equador fins als 3-4°N.
Corrent direcció nord-est (juny-sep, Monsó d'hivern): El Corrent Somali comença desenvolupar la seva força a mitjans maig amb el monsó d'estiu en marxa, i llur velocitat ràpidament creix al màxim fins al juny i setembre amb el bufat de monsó del sud-oest. Durant aquesta estació, la direcció del corrent és cap al nord-est, i la velocitat a mig maig és aproximadament 2.0 m/s i en juny, 3.5 m/s i més. Típicament el Corrent somali es mourà vora 1500 km cap al nord-est i, a prop del Cap Guardafui(a 6 ~10°N), canvia la seva direcció a est per fusionar amb el Corrent del Monsó Índic.

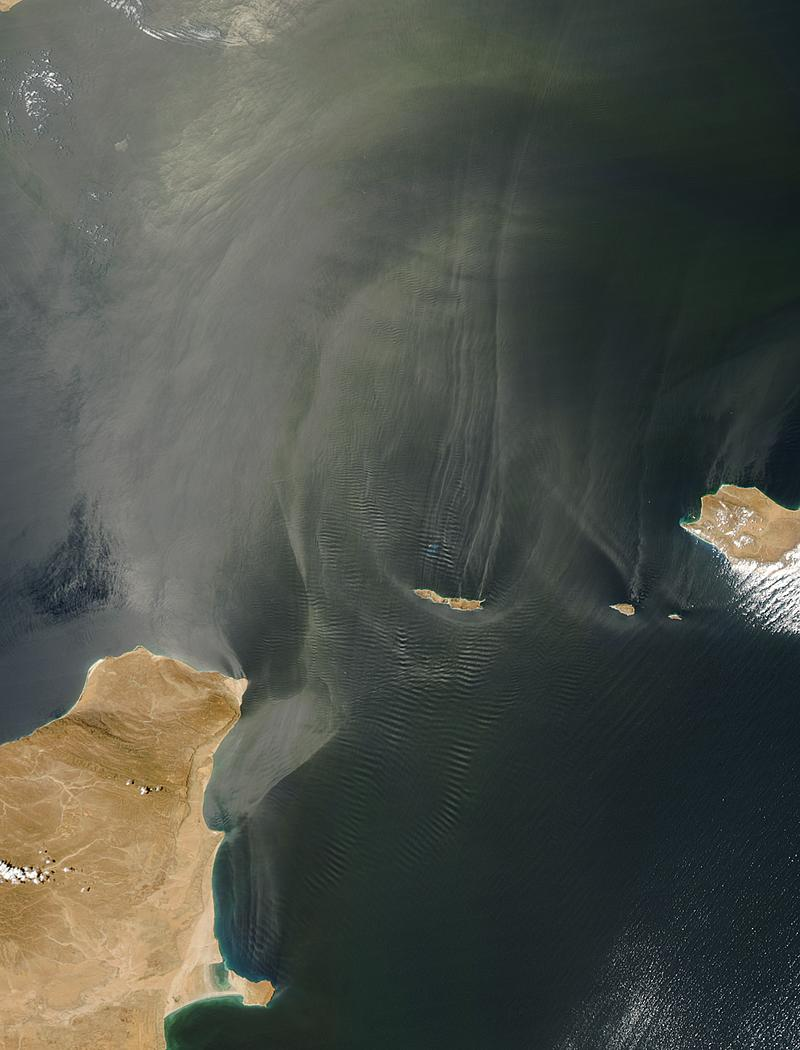
Ones internes visibles a l'est i al nord del Cap Guardafui en ple agost (petites línies paral·leles), possible conseqüència de corrents d'aflorament que deixen la picnoclina molt superficial. A la dreta, l'Illa de Socotra.

Segons les feines de Friedrich A. Schott i Julian P. McCreary Jr., el Corrent Somali dirigit al nord-est té els següents dos períodes sub-estacionals. Durant juny-juliol, el Gran Gir creix a 4-10°N, i una massa d'aigua en forma de falca freda es desenvolupa cap a la costa a la latitud 10-12 ° N. La mida i la potència del Gran Gir durant el monsó d'estiu són mesurats en 10 cm/s de velocitat a uns 1000 m profunditat, mentre alguna estructura visible de gir és observada a profunditats més grans. La capa superior de Corrent Somali flueix cap al nord al llarg de la costa est-africana, i finalment entra al Golf d'Aden entre l'Arxipèlag de Socotra i la Banya d'Àfrica. El cabal mitjà d'aquest corrent superficial és aproximadament 5 Sv.
El període entre agost–setembre és la fase tardana del monsó d'estiu. Durant aquest període, el Gran Gir gairebé forma una circulació tancada, i forts corrents de surgència (més freds que 17 °C, quan la típica temperatura de l'aigua de surgència és de ~ 19-23 °C) es desenvolupen prop de la costa somali del nord.
Després del l'estiu el monsó minva (oct-nov): Durant aquest període, els vents monsònics del sud-oest contínuament s'afebleixen, així que el Corrent Somali dirigit al nord (extensió del flux de l'EACC-Corrent Costaner de l'Est d'Àfrica) ja no travessa l'equador, girant en comptes d'això a l'est a al voltant 3°N. Tanmateix, el Gran Gir resta actiu.
Corrent dirigit cap al sud-oest (des-feb, Monsó d'Hivern): Durant la tardor (sep-nov), amb l'enfortiment del monsó de nord-est que l'influeix, el Corrent Somali gradualment esdevé més dèbil i més lent. Finalment, en desembre primerenc, començant del sud de 5°N i expandint ràpidament a 10°N per gener, el corrent inverteix el seu sentit, ara fluint cap al sud (velocitats de 0.7 – 1.0 m/s). Els fluxos del Corrent Somali quan s'adreça al migdia durant l'hivern (des-feb), constret a la regió al sud dels 10°N, fins que en març, el flux cap al sud se situa un altre cop a 4°N per ser invertit en l'abril.
Durant el monsó d'hivern, després de travessar l'equador, el corrent Somali ve a la confluència amb el dirigit al nord "EACC" i després flueix a l'est.
Comportament de Surgència: Una de les característiques úniques del Corrent Somali és la presència d'un fort aflorament costaner -l'únic cas important d'aquest fenomen a una frontera oceànica occidental. Seguint el transport Ekman i amb el monsó de sud-oest que bufa paral·lel a la costa somali, l'aflorament hom produeix en la direcció de mar endins durant l'estiu: El tebi i salat corrent Somali flueix vers el nord creuant l'equador per girar al l'est a prop del Cap Guardafui. Aquesta deflexió de flux causa fortes surgències al llarg de la costa somali, abaixant les temperatures de l'aigua costanera en 5 °C o més en el període de maig a setembre.
Durant l'estació d'hivern, el monsó del nord-est inverteix el Corrent Costaner Somali, apaivagant l'upwelling costaner.
Sotacorrent Somali: (Durant l'abril – primers de juny) Un corrent circula per sota del corrent superficial que avança cap al nord (profunditat 100-300m, velocitat mitjana mensual 20 cm/s, màxima 60 cm/s), estenent-se vora els 4°N i girant cap a mar endins. És finalment extingit per l'establiment del Gran Gir, de gran profunditat, durant la tardor-hivern; Semblantment, un sotacorrent dirigit al sud es desenvolupa per sota el corrent de superfície que s'adreça al nord entre 8 i 12°N.
Hivern; Un corrent cap al nord que creua l'equador (profunditat 150-400m) flueix per sota el superficial Corrent Somali cap al sud, amb els seus fluxos que s'equilibren. A causa d'aquest corrent inferior, prop de l'equador, el corrent superficial Somali dirigit al sud és extremadament proper a la superfície (menys de 150m de profunditat).

## Gran Gir

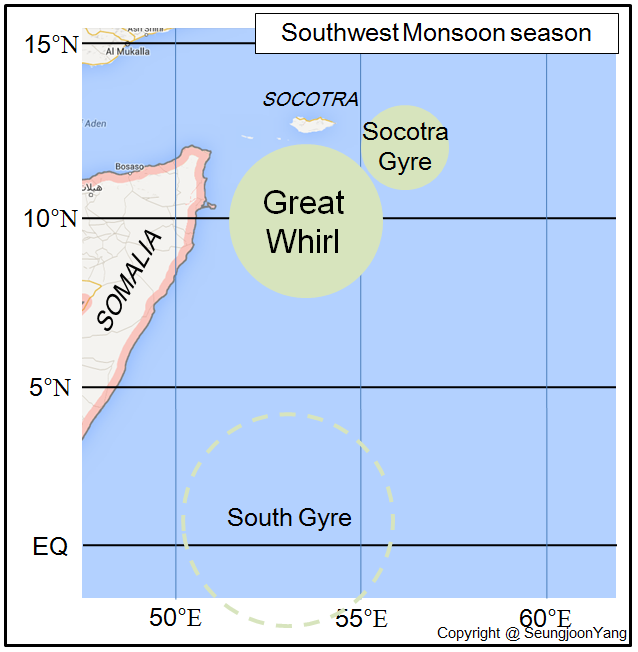
Dos remolins gegantins a l'Oceà Índic del nord-oest durant Monsó del Sud-oest

El Gran Gir és un enorme i extens remolí anticiclònic generat pel Corrent Somali quan flueix durant l'estiu -de l'hemisferi nord-, i un del dos Girs Oceànics gegants Índics (l'altre és el Gir de Socotra). El Gran Gir pot ser observat entre 5-10°N i 52-57°E apartat de la costa somali a l'estació estival, una ubicació típica al voltant de 200 km al sud-oest del Gir de Socotra (entre juny a setembre). Tanmateix, antigament tots dos, Gran Gir i Gir de Socotra s'ha vist que ocasionalment es col·lapsen, i llurs situacions exactes difereixen d'un any a l'altre. La mida màxima del Gran Gir és de 400 a 600 km de diàmetre horitzontal i llur velocitat superficial típica és 1.5-2.0 m/s.
Com el Gran Gir es forma exactament no és encara plenament entès, però l'aproximació analítica d'aplicar la teoria ondulatòria de Rossby pot explicar el seu mecanisme de formació bàsic. Per observació i anàlisi del Gir [Schott i Quadfasel (1982)], el monsó d'estiu es desenvolupa de cop durant juny-juliol, i condueix un flux d'aigua en direcció oest a la ubicació. Schott i Quadfasel van aplicar ones de Rossby de primer-mode als fluxos d'aigua, i conclogueren que “la formació del Gran Gir és una resposta al rinxolament de l'aigua per causa de la gran força del vent anticiclònic”.
Per mor dels canvis estacionals en el Corrent Somali, el Gran Gir també mostra comportament estacional acoblat amb el cicle de monsó. El remolí és normalment evident entre juny i setembre, tanmateix p. ex. en 1995, el Corrent Somali no va desenvolupar durant juny en absolut, de manera que durant aquell mes el remolí estava severament debilitat i de mida molt petita -una fase perllongada d'inici-. En tant el Corrent Somali es desenvolupà durant l'estiu, no fou fins a setembre que el Gran Gir finalment maximitzà i va començar a dispersar-se minvant fins l'estació d'hivern. Per contra, el Gran Gir també pot continuar existint fins a mitjans d'octubre, encara exhibint gran mida i estructura de rínxol, que pot romandre evident fins i tot amb l'arribada del Corrent Somali d'hivern.
Aquest comportament estacional del Gran Gir afecta els fluxos oceànics de les costes locals i per conseqüència l'ecosistema de la Mar d'Aràbia: Durant l'estació d'estiu, es detecten corrents d'aflorament fortament dependents de la forma i el comportament del remolí. Aquests corrents se situen al nord-oest del Gran Gir. No només fan els corrents d'aflorament possible la productivitat biològica de la regió. Ells (i així, el Gran Gir) també permeten una part gran de regulació del flux de calor involucrada en el nord de l'Oceà Índic.

## Efecte en l'ecosistema marí

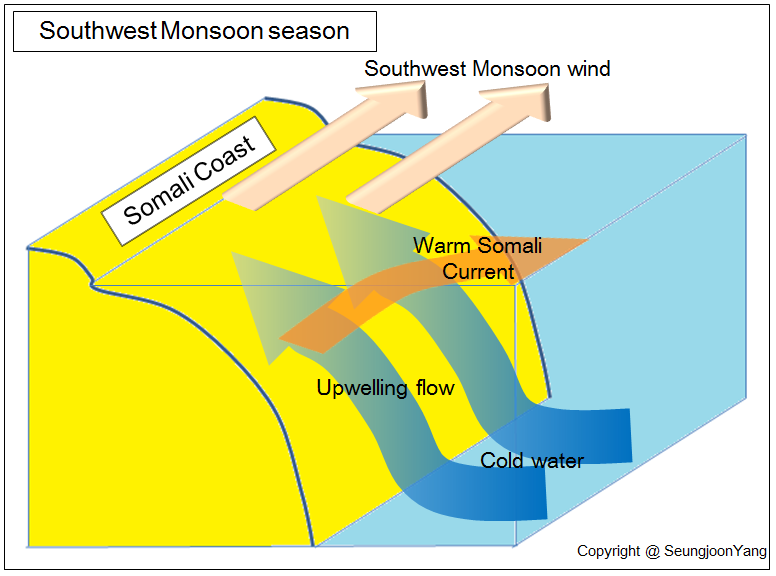
Corrent d'aflorament a la costa somali durant el Monsó de Sud-oest

L'àrea de mar endins de la costa somali és un dels ecosistemes marins més productius en el món. Especialment durant monsó del sud-oest índic, forts corrents d'aflorament fred (17-22 °C) bomben nutrients (aproximadament 5 a 20 μmol/l de nitrat) a l'aigua sub-superficial a la regió costanera. Durant aquesta estació, la densitat mitjana de fitoplàncton i la productivitat són incrementades més enllà per les activitats del Gran Remolí. La biomassa de zooplàncton total consisteix d'aproximadament 25% d'Eufàusids, la resta són Copèpodes (espècies de zooplàncton dominant en la regió ~ Calanoides carinatus i Eucalanus elongates). Tanmateix, el ràpid corrent somali redueix el temps de residència de l'aigua ascendida rica en nutrients. Això limita el sostre de productivitat biològica en aquesta regió. Una part important d'aquests nutrients no utilitzats és transportat al Mar Àrab del sud, donant suport a la producció biològica allà. A més, les velocitats del vent altes (aproximadament 15 m/s) del monsó del Sud-oest que afecta el Corrent Somali indueix intens barrejat vertical, augmentant el gruix de la capa mixta així com enriquiment en nutrients de superfície global que permet productivitat alta. Després d'aquesta estació, amb l'engegada del Monsó del Nord-est (Hivern), la productivitat primària disminueix, encara que la densitat de zooplàncton ho fa només lleugerament.